# Michigan City (Mississippi)
 For alternative betydninger, se Michigan City. (Se også artikler, som begynder med Michigan City)
Michigan City er et kommunefrit område i Benton County, Mississippi, USA.

## Historie
Navnet "Michigan City" blev valgt, fordi de fleste af de oprindelige bosættere i området var fra delstaten Michigan.

## Geografi
Mississippi Central Railroad går gennem Michigan City.

## Bemærkelsesværdige steder
- Davis' Mills Battle Site

34°58′51″N 89°15′02″V / 34.9808°N 89.2506°V